# Monoplano

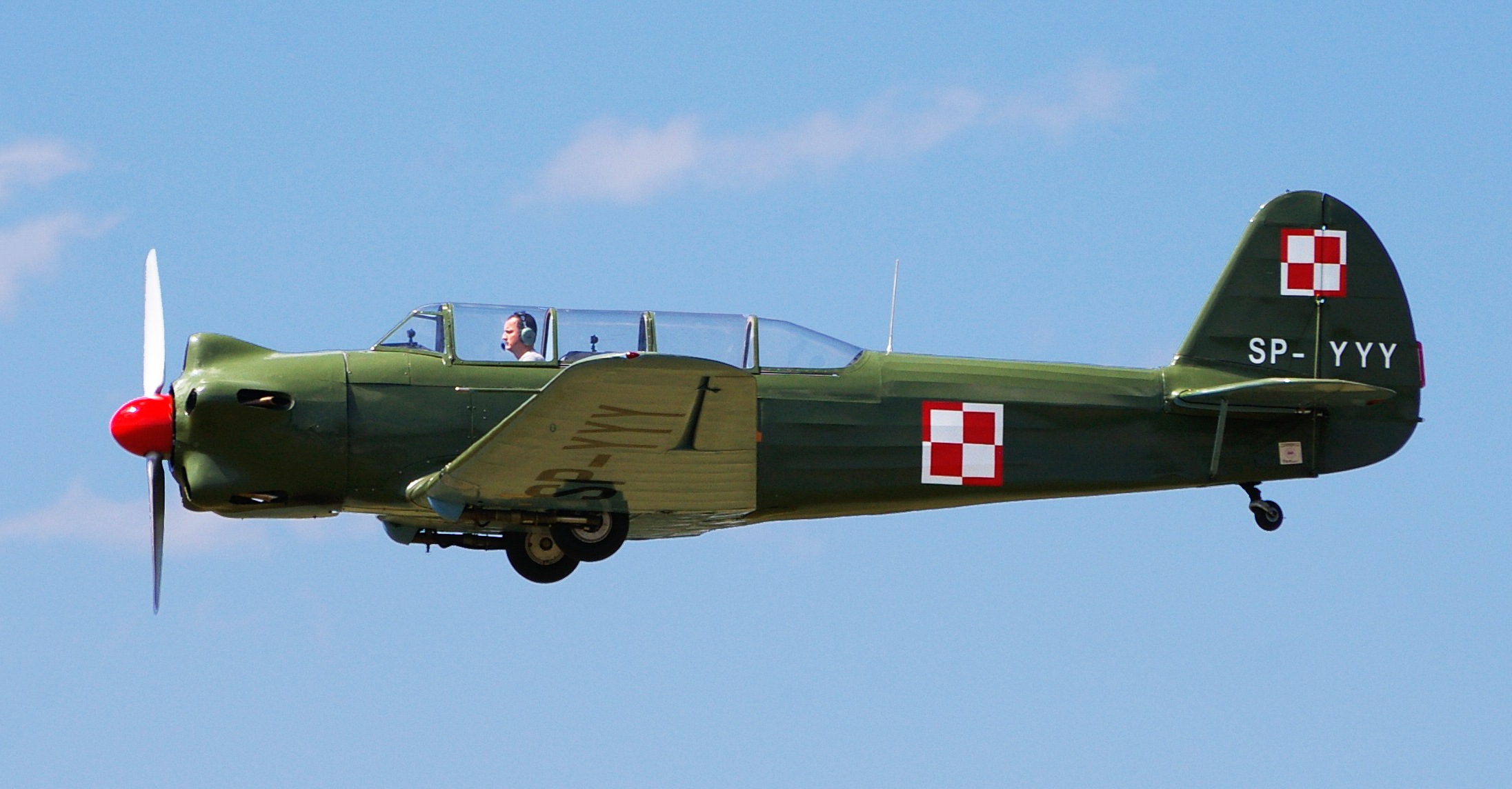
Monoplano de ala baja, Yakovlev Yak-18.

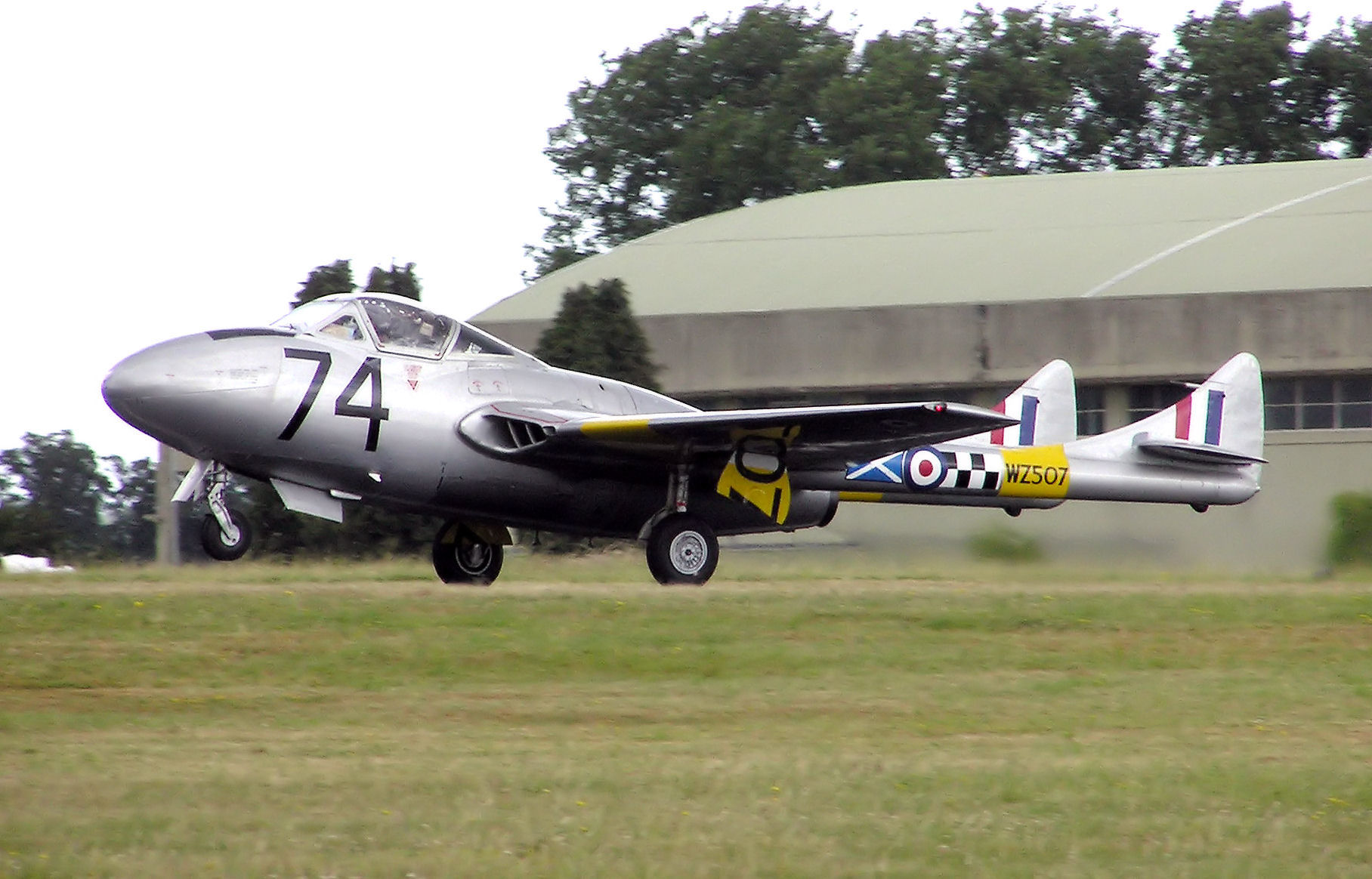
Monoplano de ala media, De Havilland Vampire T11.

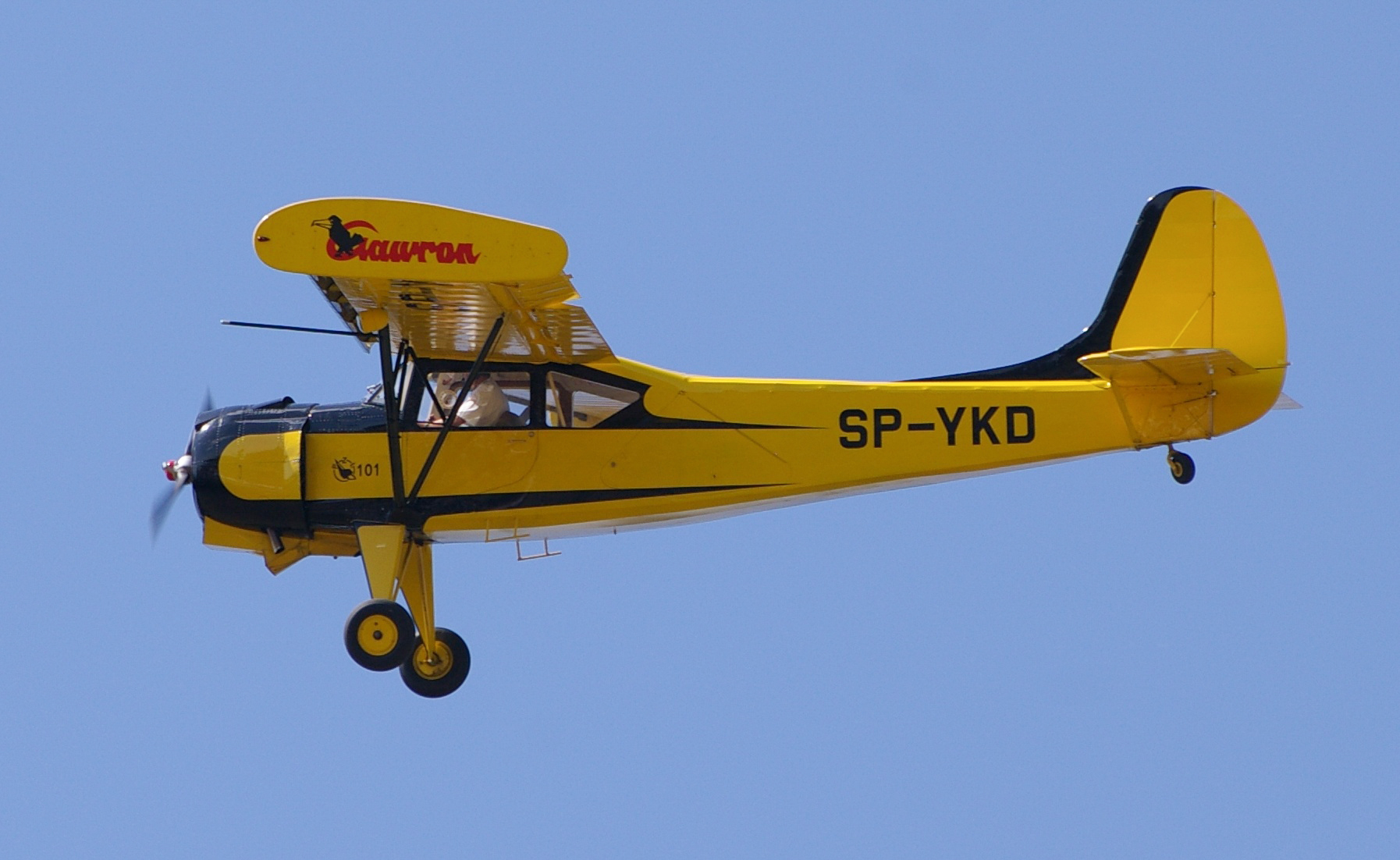
Monoplano de ala alta, PZL-101 Gawron.

Un monoplano es un avión que consta únicamente de un par de alas, que le proporcionan la sustentación suficiente para el vuelo, a diferencia de los biplanos y triplanos. 
La principal diferencia entre los distintos tipos de monoplano es la manera en que las alas se unen al fuselaje:
Ala baja
La superficie inferior del ala está nivelada con la parte inferior del fuselaje.
Ala media
El ala va montada en la mitad del fuselaje.
Ala semialta (shoulder-wing)
El ala se monta por encima de la mitad del fuselaje.
Ala alta
La superficie superior del ala va nivelada a la parte superior del fuselaje (normalmente se considera una sola ala, en lugar de un par, pues este tipo de avión tiende a tener largueros más uniformes entre sí).
En parasol
El ala se monta sobre el fuselaje (en la actualidad es poco frecuente, además de lo ya mencionado anteriormente).

## Historia
Aunque los primeros aviones exitosos fueron biplanos, los primeros intentos de máquinas voladoras más pesadas que el aire fueron monoplanos, y muchos pioneros continuaron desarrollando diseños de monoplano. Por ejemplo, el primer avión que se puso en producción fue el Santos-Dumont Demoiselle de 1907, mientras que el Blériot XI cruzó el Canal de la Mancha en 1909.  A lo largo de 1909-1910, Hubert Latham estableció varios récords de altitud en su monoplano Antoinette IV, alcanzando finalmente los 1384 metros. 
A medida que las potencias cada vez mayores del motor hicieron que el peso de la construcción totalmente metálica y el ala en voladizo fueran más prácticos, ambas características constructivas se encontraron juntos por primera vez en el revolucionario demostrador de fábrica alemán J 1 de 1915-16. Se hicieron comunes durante el período posterior a la Primera Guerra Mundial, el día del ala arriostrada pasó, y, en la década de 1930, el monoplano en voladizo se estaba convirtiendo rápidamente en la configuración estándar para un avión de ala fija. Los diseños avanzados de aviones de combate monoplano se produjeron en masa para los servicios militares en todo el mundo, tanto en la Unión Soviética como en los Estados Unidos, a principios y mediados de la década de 1930, con el I-16 y el P-26 Peashooter respectivamente.